# Парнах, Максим Александрович
Максим Александрович Парнах (7 октября 1957, Москва) — советский и российский художник и педагог, автор оригинальной методики обучения рисованию (Живопись У-син), основанной на приёмах традиционной китайской живописи.
https://vk.com/wall-115042293_246

## Биография
С 1974 по 1975 год учился академическому рисунку у архитектора В. И. Свистунова. В 1983 году окончил художественно-графический факультет Московского государственного педагогического института имени В. И. Ленина.
В 1987—1989 годах участвовал в ежегодных коллективных выставках в выставочном зале Киевского района Москвы, а также в Союзе художников-графиков (М. Грузинская, 28). С 1994 по 1999 годы работал преподавателем изобразительного искусства с детьми 3-6 лет в клубе «Красный химик» (детская студия «Гамми»). С 2000 по 2006 год преподавал традиционную китайскую живопись в клубе «Золотой дракон». В 1999—2002 годах участвовал в выставках объединения «Окрошка».
В 2000 году опубликована авторская методика М. Парнаха «Уроки изобразительного искусства» — курс развивающих занятий для детей дошкольного и младшего школьного возраста. Методика основана на приемах традиционной китайской живописи и принципах философии Дао.
Преподаёт китайскую живопись по своей методике в детской группе школы живописи У-син Архивная копия от 24 июля 2014 на Wayback Machine.
Работает учителем рисования в ЦО «Технологии обучения» (школа для детей-инвалидов).
Живёт и работает в Москве.

## Персональные выставки
- 2011 — «Иероглифы». Галерея «Союз-Творчество», Москва.
- 2003 — «Максим Парнах». Литературно-художественный музей Марины и Анастасии Цветаевых, Александров.[5]
- 1997 — «Свирель паровоза» (совм. с Б. Машинистовым). Галерея «Союз-Творчество», Москва.
- 1986 — «Максим Парнах». Институт проблем передачи информации, Москва.

## Книги М. Парнаха
- Парнах М. А. Уроки изобразительного искусства. — М.: Рассказов, 2000. — 44 с. — ISBN 5-95016-001-8 (ошибоч.).

## Родственники
- Парнох, Яков Соломонович (1853—1912) — прадед, провизор, владелец аптеки, член городской Думы г. Таганрога, почетный гражданин Таганрога.
- Классон, Роберт Эдуардович — прадед, российский и советский инженер-технолог и изобретатель, один из крупнейших российских энергетиков своего времени.
- Парнах, Валентин Яковлевич — дед, русский поэт, переводчик, музыкант, танцор, хореограф, зачинатель русского джаза.
- Классон, Екатерина Робертовна (1901—1980) — бабушка, художник, искусствовед, переводчик.
- Парнок, София Яковлевна — двоюродная бабушка, русская поэтесса, переводчица.
- Тараховская, Елизавета Яковлевна — двоюродная бабушка, русская поэтесса, переводчица.
- Парнах, Александр Валентинович (1936) — отец, переводчик.
- Парнах, Александр Максимович (1986) — сын, дизайнер, музыкант, философ.[6]